# کارلی فولکس
کارلی فولکْسْ (انگلیسی: Carly Foulkes؛ زادهٔ ۴ اوت ۱۹۸۸) یک هنرپیشه، بازیگر آگهی‌ها و تبلیغ‌های بازرگانی و مانکن اهل کانادا است.